# نانائه سوزوکی
نانائه سوزوکی (به ژاپنی: 鈴木菜々江)(زادهٔ ۱۲ مه ۱۹۹۲)، یک بوکسور حرفه‌ای بازنشسته ژاپنی است که از ۲۵ فوریه ۲۰۲۲ تا ۱ سپتامبر ۲۰۲۲، عنوان قهرمانی سازمان جهانی بوکس در دسته منفی ۴۵ کیلوگرم را در اختیار داشت. او همچنین از سال ۲۰۱۸ تا ۲۰۱۹، قهرمان دسته منفی ۴۵ کیلوگرم ژاپن بود.

## دوران بوکس

### اوایل دوران حرفه‌ای
سوزوکی اولین مبارزه حرفه‌ای خود را در ۱ مارس ۲۰۱۶ در برابر آیومو سکی انجام داد و با رأی داوران به پیروزی رسید. او در طول هجده ماه بعدی، توانست رکورد ۵ برد و ۲ باخت را به دست آورد. پس از آن، برای مسابقه‌ای در ۱۷ دسامبر ۲۰۱۷ مقابل سانا هازوکی، به منظور کسب عنوان خالی دسته منفی ۴۵ کیلوگرم ژاپن، آماده شد. این مبارزه با رأی داوران به تساوی ختم شد. بلافاصله یک مسابقه مجدد برنامه‌ریزی شد و مسابقه دوباره در ۸ مارس ۲۰۱۸ برگزار شد. سوزوکی توانست با رأی اکثریت داوران و با امتیازات ۵۸–۵۷، ۵۷–۵۷ و ۵۸–۵۷ به قهرمانی دست یابد.
سوزوکی در ادامه، دو بار با موفقیت از عنوان قهرمانی خود دفاع کرد: یک پیروزی با رأی داوران مقابل آکاری آراسه در ۲۰ اوت ۲۰۱۸ و یک پیروزی دیگر با رأی اکثریت داوران در برابر سایاکا آئوکی در ۲۰ نوامبر ۲۰۱۸.

### قهرمانی دسته منفی ۴۵ کیلوگرم سازمان جهانی بوکس

#### سوزوکی مقابل ایواکوا
در تاریخ ۱۲ فوریه ۲۰۲۰، اعلام شد که میکا ایواکوا، قهرمان دسته منفی ۴۵ کیلوگرم سازمان جهانی بوکس، اولین دفاع از عنوان خود را در برابر سوزوکی انجام خواهد داد. این مسابقه به عنوان یکی از رویدادهای اصلی شرکت «دانگان» بود و قرار بود در تاریخ ۱۷ مارس در سالن کوراکوئن توکیو برگزار شود. با این حال، در ۲۷ فوریه، به دلیل محدودیت‌های اعمال‌شده توسط دولت ژاپن برای مقابله با شیوع کووید-۱۹، کل رویداد دانگان لغو شد. مسابقه در نهایت برای ۲۶ سپتامبر ۲۰۲۰ مجدداً برنامه‌ریزی شد و به عنوان یکی از رویدادهای اصلی «ریل اسپیریتز ۶۸» در سالن مرکزی کوبه، برگزار شد.
سوزوکی این مسابقه را با تصمیم داوران باخت. دو داور مسابقه را ۹۷–۹۳ به نفع ایواکوا امتیاز دادند، در حالی که داور سوم مسابقه را ۹۶–۹۴ به نفع سوزوکی ارزیابی کرد. تا دو راند آخر، مسابقه به‌طور مساوی پیش رفت و داوران پس از هشت راند، امتیازات ۷۶–۷۶، ۷۸–۷۴ و ۷۷–۷۵ را به نفع ایواکوا ثبت کردند. در دو راند آخر، ایواکوا برتری خود را تثبیت کرد و دو داور این راندها را به نفع او امتیاز دادند، در حالی که داور سوم راند نهم را به نفع سوزوکی و راند دهم را نیز به نفع او ثبت کرد.
در ۳۰ اوت ۲۰۲۱، برگزارکننده بوکس ژاپنی یعنی شرکت دانگان، اعلام کرد که ایواکوا دومین دفاع از عنوان قهرمانی سازمان جهانی بوکس خود را در دسته منفی ۴۵ کیلوگرم در برابر سوزوکی در تاریخ ۱۵ اکتبر ۲۰۲۱، در رویداد اصلی «ویکتوریا سون» که رویدادی تمام‌زنانه بود، انجام خواهد داد. ایواکوا در ۷ اکتبر، به دلیل یک مصدومیت، یک هفته قبل از تاریخ مقرر از مسابقه کنار کشید. این مبارزه مجدداً برای ۲۵ فوریه ۲۰۲۲، پانزده ماه پس از اولین دیدار آن‌ها، برنامه‌ریزی شد و به عنوان رویداد اصلی «ویکتوریا ایت»، که رویدادی تمام‌زنانه دیگر بود، در سالن کوراکوئن توکیو، برگزار شد. سوزوکی این بار با تصمیم داوران پیروز شد؛ دو داور مسابقه را ۹۶–۹۴ به نفع او امتیاز دادند، در حالی که داور سوم امتیاز مشابه را به نفع ایواکوا اعلام کرد.

#### سوزوکی مقابل کوراکی
سوزوکی اولین دفاع از عنوان قهرمانی خود را در برابر یوکو کوراکی، قهرمان سابق دسته فوق سبک سازمان جهانی بوکس، در تاریخ ۱ سپتامبر ۲۰۲۲ انجام داد. این مسابقه، رویداد اصلی «کوئین کرست ۲۰۲۲» به حساب می‌آمد که یک رویداد تمام‌زنانه دیگر بود و در سالن کوراکوئن توکیو، برگزار شد. سوزوکی نتوانست به‌خوبی بر حریف چپ‌دست خود، کوراکی، فشار وارد کند. کوراکی با استفاده از تاکتیک‌های مبارزه از راه دور، موفق شد با تصمیم داوران و با اختلاف زیاد پیروز شود. دو داور هشت راند از ده راند را به نفع کوراکی امتیاز دادند، در حالی که داور سوم، هفت راند را به نفع او ارزیابی کرد.

### پس از دوران قهرمانی
سوزوکی برای به دست آوردن قهرمانی دسته منفی ۴۵ کیلوگرم سازمان جهانی بوکس، در مقابل یوکو کوراکی، در رویداد اصلی «ویکتوریا ایلون» که در تاریخ ۳۰ مارس ۲۰۲۳ در سالن کوراکوئن توکیو، برگزار می‌شد، آماده شد. سوزوکی این مسابقه را با تصمیم قاطع داوران واگذار کرد. دو داور امتیازات ۹۶–۹۴ را به نفع کوراکی ثبت کردند و داور سوم نیز امتیاز ۹۷–۹۳ را به نفع کوراکی اعلام کرد.

## بازنشستگی
سوزوکی در تاریخ ۱ سپتامبر ۲۰۲۳، کناره‌گیری خود را از دنیای بوکس حرفه‌ای اعلام کرد.